# Harper Woods (Míchigan)
Harper Woods es una ciudad ubicada en el condado de Wayne en el estado estadounidense de Míchigan. En el Censo de 2010 tenía una población de 14236 habitantes y una densidad poblacional de 2.105,96 personas por km².

## Geografía
Harper Woods se encuentra ubicada en las coordenadas 42°26′20″N 82°55′46″O / 42.43889, -82.92944. Según la Oficina del Censo de los Estados Unidos, Harper Woods tiene una superficie total de 6.76 km², de la cual 6.76 km² corresponden a tierra firme y (0%) 0 km² es agua.

## Demografía
Según el censo de 2010, había 14236 personas residiendo en Harper Woods. La densidad de población era de 2.105,96 hab./km². De los 14236 habitantes, Harper Woods estaba compuesto por el 49.6% blancos, el 45.57% eran afroamericanos, el 0.24% eran amerindios, el 1.47% eran asiáticos, el 0.01% eran isleños del Pacífico, el 0.4% eran de otras razas y el 2.7% pertenecían a dos o más razas. Del total de la población el 1.97% eran hispanos o latinos de cualquier raza.